# Mahamat Ali Hamat
 (avril 2024).
Mahamat Ali Hamat,, alias Ghoulam, est un acteur, réalisateur tchadien née en 1988 à Moussoro.

## Biographie
Mahamat Ali Hamat a commencé l’art au quartier dans un club dénommé «Les jeunes étoiles du Nord» en 1993. Une année après, il s’est lancé dans l’écriture de scénarios. En mars 2001, il a créé la compagnie «Miroir sans tâche». Il compte en son sein une vingtaine d’acteurs, dont la plupart étaient formés par lui-même. Il a joué avec Yassmine Abdallah

## Film
- Al-asrar 1-2;
- Badawia 1-2;
- Moukhbar 1-2-3